# Station Kirton Lindsey
Kirton Lindsey is een spoorwegstation van National Rail in Kirton-in-Lindsey, North Lincolnshire in Engeland. Het station is eigendom van Network Rail en wordt beheerd door Northern Rail. Het station is geopend in 1849.